# Conjectura de Oppermann
Sempre existe ao menos um número primo entre x(x+1) e x²?
A Conjectura de Oppermann é um dos problemas não-resolvidos da matemática relacionado com a distribuição dos números primos. É intimamente ligada, mas mais forte que as conjecturas de Legendre, Andrica e Brocard. Tem esse nome devido a Ludvig Oppermann, que a propôs em 1882.

## Conjectura
A conjectura afirma que, para todo ({\displaystyle \forall }) número inteiro {\displaystyle x>1}, existe ao menos um número primo entre
{\displaystyle x(x-1)} e {\displaystyle x^{2}},
e ao menos outro número primo entre
{\displaystyle x^{2}} e {\displaystyle x(x+1)}.
Pode ser enunciado de forma equivalente utilizando a função de contagem de números primos. Ou seja:
{\displaystyle \pi ({x^{2}-x})<\pi (x^{2})<\pi (x^{2}+x)} para {\displaystyle x>1}
com {\displaystyle \pi (x)} sendo a quantidade números primos menores ou iguais a x.

## Consequências
Se a conjectura for verdadeira, então a diferença entre dois primos consecutivos pode ser ordenada por
{\displaystyle g_{n}<{\sqrt {p_{n}}}\,}.
O que significa que pode haver ao menos dois primos entre x2 e (x + 1)2 (um no intervalo entre x2 e x(x + 1) e o segundo no intervalo entre x(x + 1) e (x + 1)2), provando a  conjectura de Legendre que diz que há ao menos um primo no intervalo.
A conjectura também implica que ao menos um número primo pode ser encontrado em cada revolução da Espiral de Ulam.

## Status
Mesmo para pequenos valores de x, a quantidade de números primos no intervalo é muito maior que 1, fornecendo fortes indícios de que a conjectura seja de fato verdadeira. Apesar disso, nenhuma demonstração matemática analítica foi apresentada até o fim de 2016..